# Cây nêu

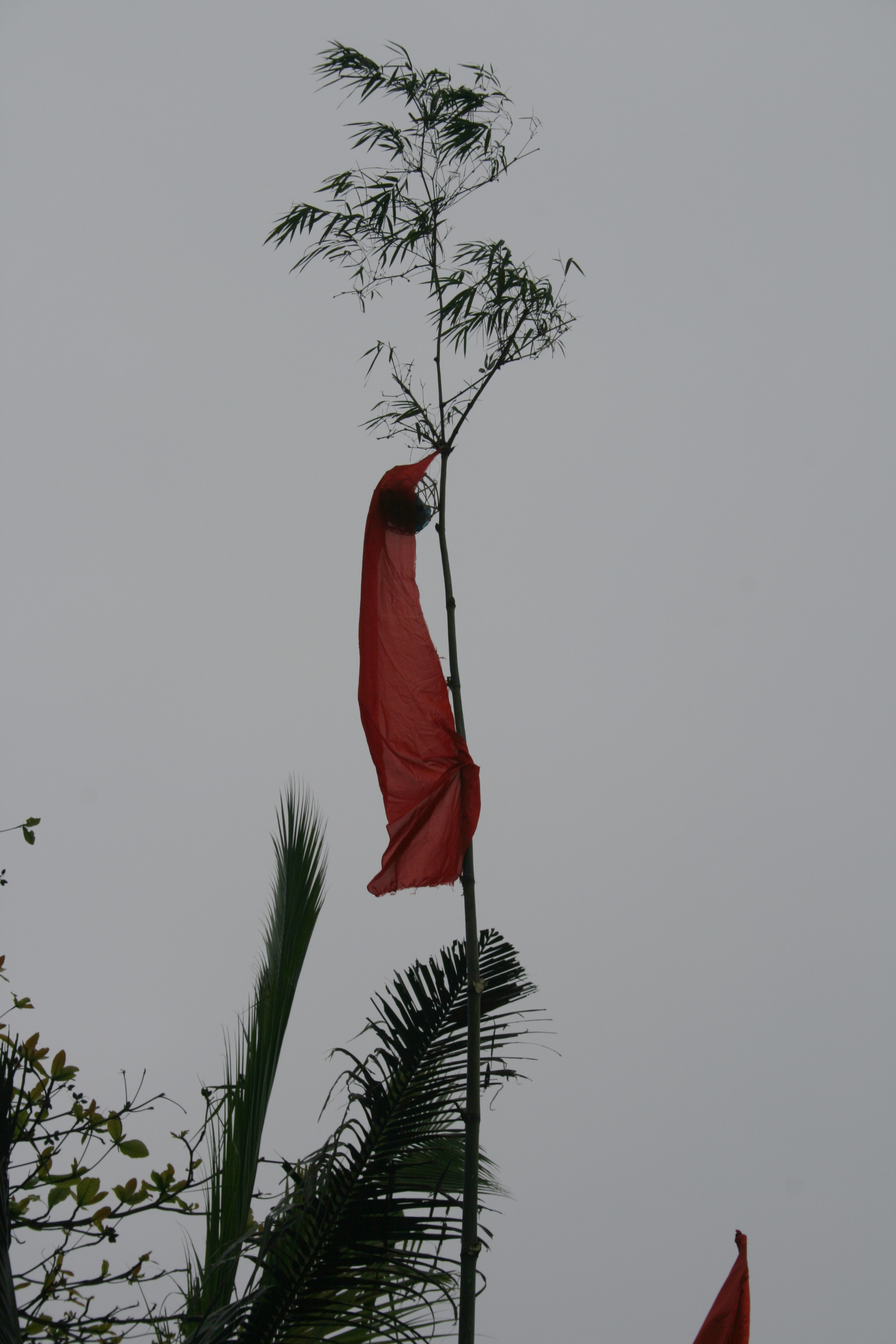
Cây nêu

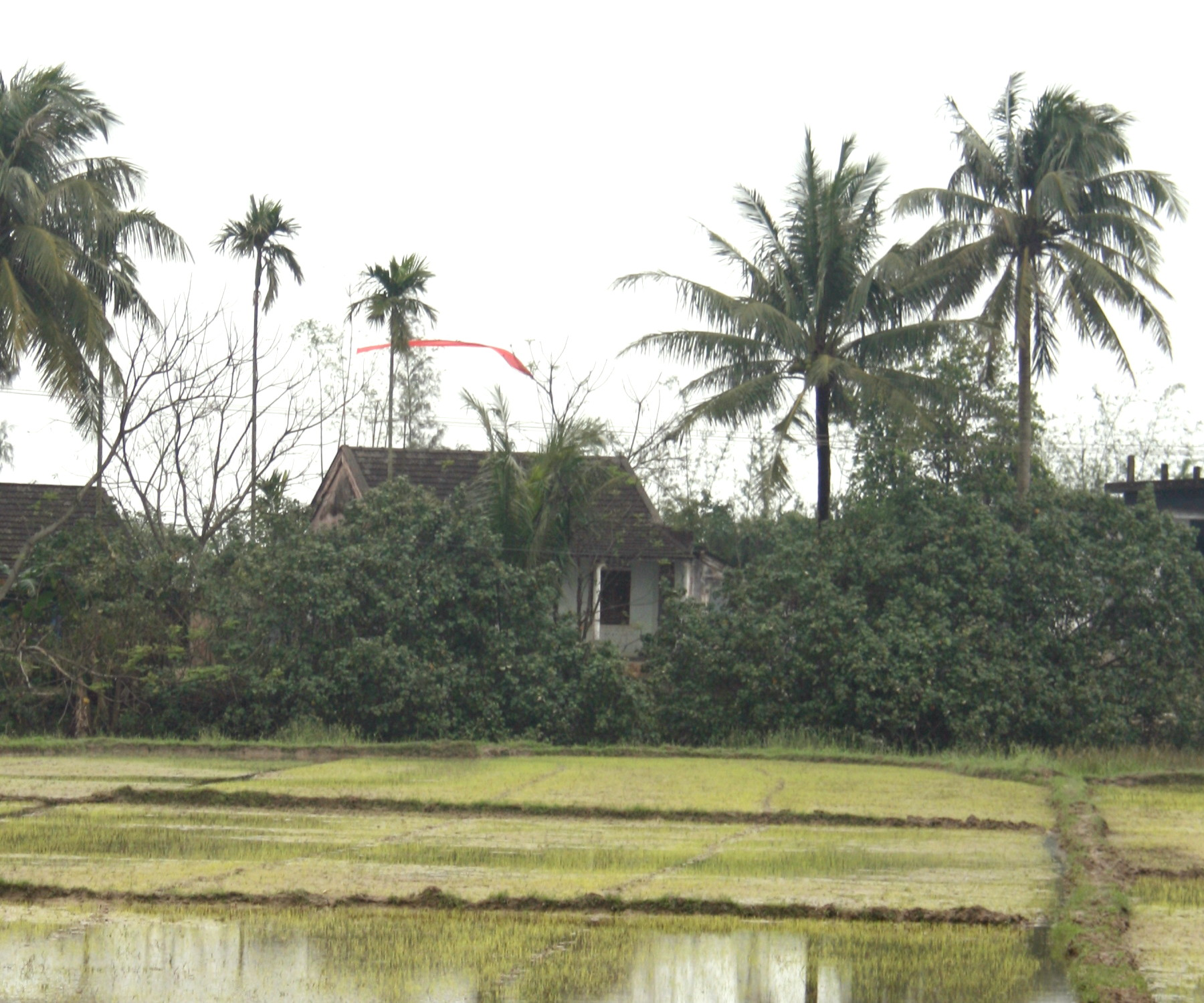
Một cây nêu ở nông thôn, miền Trung Việt Nam

Cây nêu là một thân cây được người dân Việt Nam nói chung, bao gồm cả một số dân tộc thiểu số và người Kinh, đem trồng trước sân nhà mỗi dịp tết Nguyên Đán, trên ngọn cây đeo một vòng tròn nhỏ và treo nhiều vật dụng có tính chất biểu tượng tùy theo địa phương, phong tục, dân tộc.
Cây nêu được dựng với mục đích ban đầu, theo truyền thuyết, nhằm ngăn ngừa không cho quỷ từ biển Đông vào đất liền và bén mảng đến nơi người cư ngụ. Tuy nhiên, theo thời gian, theo địa phương, theo dân tộc và tập quán của cộng đồng, ý nghĩa của việc trồng cây nêu ngày Tết đã trải rộng hơn.

## Sự tích
Theo Nguyễn Đổng Chi trong Kho tàng truyện cổ tích Việt Nam, sự tích cây nêu được tóm tắt như sau:

Ngày xưa Quỷ chiếm toàn bộ đất nước, còn Người chỉ làm thuê, và nộp phần lớn lúa thu hoạch cho Quỷ. Quỷ ngày càng bóc lột Người quá tay, và cuối cùng Quỷ tự cho mình hưởng quyền "ăn ngọn cho gốc". Người chỉ được hưởng rạ, tuyệt đường sinh nhai nên cầu cứu Đức Phật giúp đỡ. Phật bảo Người đừng trồng lúa mà trồng khoai lang. Mùa thu hoạch ấy, Người được hưởng không biết bao nhiêu củ khoai, còn Quỷ chỉ hưởng lá và dây khoai, đúng theo phương thức 'ăn ngọn cho gốc'.
Sang mùa khác, Quỷ lại chuyển qua phương thức "ăn gốc cho ngọn". Phật bảo Người lại chuyển sang trồng lúa. Kết quả Quỷ lại hỏng ăn. Quỷ tức lộn ruột nên mùa sau chúng nó tuyên bố "ăn cả gốc lẫn ngọn". Phật trao cho Người giống cây ngô (bắp) để gieo khắp nơi. Quỷ lại không được gì, còn Người thì thu hoạch cơ man là trái ngô. Cuối cùng Quỷ nhất định bắt Người phải trả lại tất cả ruộng đất không cho làm rẽ nữa.
Phật bàn với Người đứng đầu của Quỷ, xin miếng đất bằng bóng chiếc áo cà sa treo trên ngọn cây tre. Quỷ thấy không thiệt hại gì nên đồng ý. Khi đó Phật dùng phép thuật để bóng chiếc áo cà sa đó che phủ toàn bộ đất đai khiến Quỷ mất đất phải chạy ra biển Đông.
Do mất đất sống nên Quỷ huy động quân vào cướp lại. Trận đánh này bên Quỷ bị thua sau khi bị bên Người tấn công bằng máu chó, lá dứa, tỏi, vôi bột... và Quỷ lại bị Phật đày ra biển Đông. Trước khi đi, Quỷ xin Phật thương tình cho phép một năm được vài ba ngày vào đất liền viếng thăm phần mộ của tổ tiên cha ông. Phật thương hại nên hứa cho.
Do đó, hàng năm, cứ vào dịp Tết Nguyên đán là những ngày Quỷ vào thăm đất liền thì người ta theo tục cũ trồng cây nêu để Quỷ không bén mảng đến chỗ Người cư ngụ. Trên nêu có treo khánh đất, có tiếng động phát ra khi gió rung để nhắc nhở bọn Quỷ nghe mà tránh. Trên ngọn cây nêu còn buộc một bó lá dứa hoặc cành đa mỏ hái để cho Quỷ sợ. Ngoài ra, người ta còn vẽ hình cung tên hướng mũi nhọn về phía đông và rắc vôi bột xuống đất trước cửa ra vào trong những ngày Tết để cấm cửa Quỷ.

Như vậy, trong truyền thuyết, cổ tích dân gian Việt Nam đã lý giải tại sao ngày tết phải cắm nêu, phải treo cành trúc trước nhà và sự lý giải đó không đi ngoài triết thuyết Phật giáo và Lão giáo. Cây nêu trở thành biểu tượng của sự đấu tranh giữa thiện và ác, giữa thiên thần và quỷ dữ nhằm bảo vệ cuộc sống bình yên cho con người. Ngày tết thần linh về trời, tất nhiên con người cần có những "bảo bối" của thần nhằm đề phòng cảnh giác, chống lại sự xâm nhập của ác quỷ lúc con người vui chơi.

## Đặc điểm

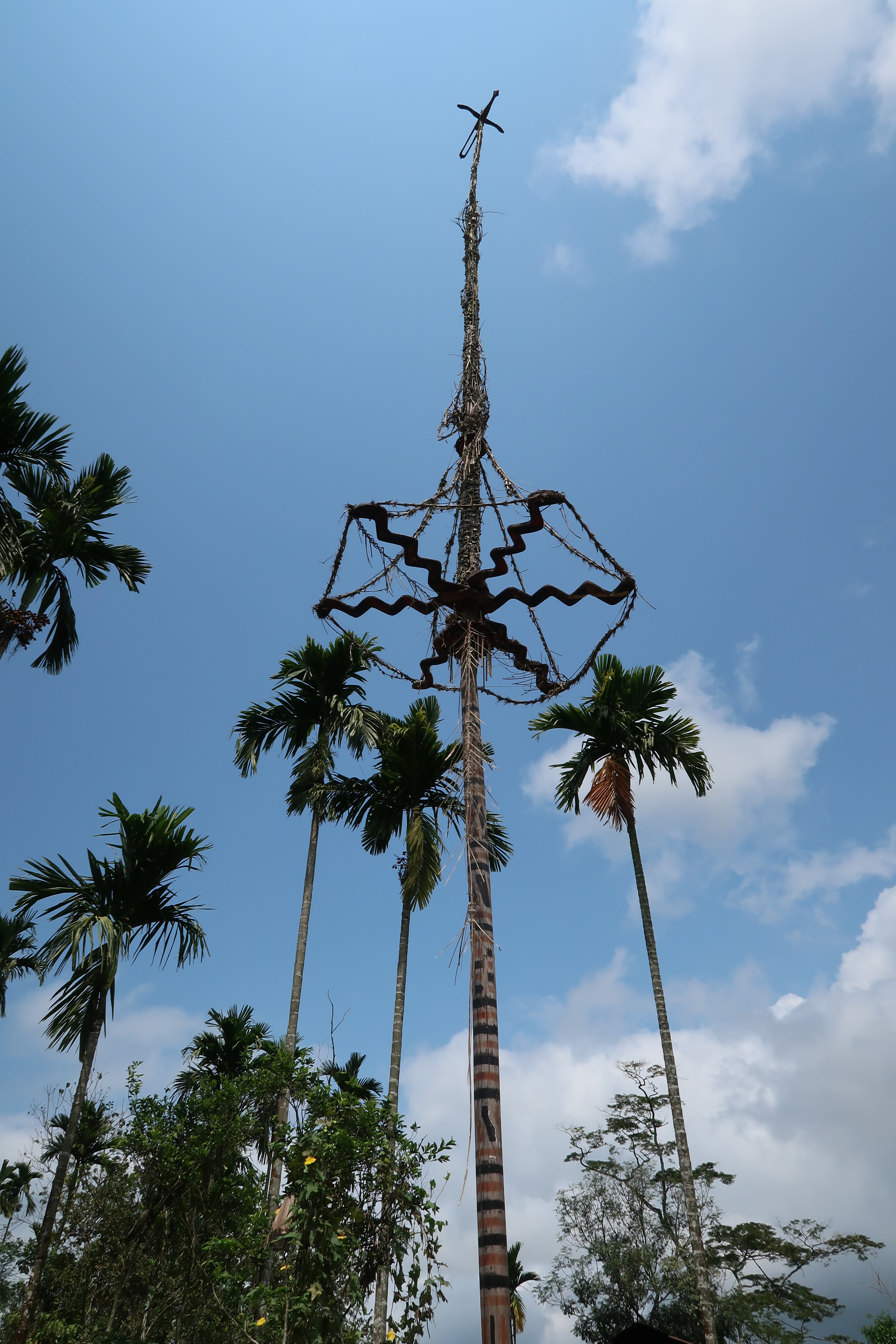
Cây nêu của người Ca Dong ở Trà Sơn, Bắc Trà My, Quảng Nam

Cây nêu trong cộng đồng các dân tộc Việt Nam có đặc điểm khá đa dạng tùy thuộc địa phương, phong tục, dân tộc, giai tầng xã hội của chủ nhân v.v. Có loại cây nêu mang tính nguyên sơ, không gắn liền với lễ hội mà hình thức cổ xưa nhất còn thấy ở cộng đồng người Kinh, với tục dùng cành tre dài cắm trên ruộng sau khi gặt. Khi thấy dấu hiệu này, người ta biết là chủ ruộng giữ lại mầm lúa cho mùa năm sau, không thể tuỳ tiện thả trâu bò vào ăn. Riêng đối với dân tộc thiểu số, cây nêu loại này xuất hiện ở những vùng rẫy thuộc sở hữu cá nhân chưa khai hoang. Người chủ rẫy tìm bốn cây cao to, chặt đứt ngang thân, dựng ở bốn góc rẫy như bốn cái trụ và gọi đó là cây nêu (Kành Dar).
Những cây nêu gắn liền với các lễ hội như ngày tết, hội làng, lễ hội đâm trâu có hình thức cầu kỳ hơn. Cây nêu của người Kinh thường sử dụng một số loại cây họ tre như tre, bương, lồ ô, có độ cao khoảng 5-6 mét, tỉa sạch các nhánh và lá tre, trong khi đó với các dân tộc thiểu số, là loại cây gỗ chắc chắn được vẽ quanh thân, có tua đại. Trên ngọn cây treo một vòng tròn nhỏ và tùy theo địa phương, vòng tròn này buộc nhiều thứ khác nhau như vàng mã, các lá bùa hình bát quái để trừ tà, nhánh xương rồng, cành lá dứa, bầu rượu bện bằng rơm, giỏ tre đựng vôi và trầu cau, cá chép bằng giấy, giải cờ vải và nhiều khi là những chiếc khánh đất nung tương tự tác dụng của chuông gió bây giờ để những khánh đó va đập nhau kêu leng keng trong gió. Với các dân tộc thiểu số cây nêu thường trang trí theo hình thức tô tem giáo trên ngọn, chẳng hạn người Kor trang trí trên đỉnh vật tô tem là con chim chèo bẻo. Những vật treo trên cây nêu đều có tác dụng nhất định, như cá chép để Táo quân dùng làm phương tiện về trời nếu cây nêu được dựng lên từ 23 tháng chạp, bùa ngải trừ tà, tiếng động của khánh đất để báo hiệu cho ma quỷ biết nhà có chủ không được vào quấy nhiễu v.v.
Người Gia rai trong lễ bỏ mả dựng cây nêu làm bằng cây gạo, trên ngọn treo nhiều lá bùa xanh đỏ bay phất phới theo gió.
Dân tộc Mường trồng nhiều loại cây nêu. Ngoài nêu chính (nêu lớn) được trồng ở giữa sân nhà còn có nhiều cây nêu khác nhỏ hơn, được cắm ở bếp, ngoài vườn, chuồng trâu, chuồng lợn, chuồng gà, độn thóc. Trên cây nêu, người Mường không treo khánh nhà Phật như người Việt mà treo nhiều công cụ sản xuất như cày, bừa, cuốc v.v. đan bằng tre nứa.
Cây nêu của người Hmông làm bằng hai thân cây mai (một loại tre) to, già, thẳng, còn ngọn, có lá xanh, không bị sâu, với những nghi thức phức tạp khi chặt cây làm nêu, trồng nêu và bày đồ lễ khấn trước cây. Cả hai cây được chằng buộc để ngọn cây vút cong hướng về phía Tây, phía mặt trời lặn. Cây mai nhỏ hơn (gọi là cây chồng) được buộc sát, chắc chắn vào cây mai to (cây vợ). Trên ngọn cây nêu của người Hmông treo 3 đến 5 sải vải lanh đen (tuỳ cây nêu cao hay thấp) nẹp cành trúc, buộc thành cờ; và phía dưới sải vải lanh đen còn buộc 2 túm bắp ngô, 1 cụm lúa, 1 quả bầu nậm đựng rượu, ngoài ra còn có khèn, gậy.
Trong những ngày tết cổ truyền, vào buổi tối trên cây nêu có nơi còn treo một đèn lồng nhằm chỉ đường cho tổ tiên biết đường về ăn tết với con cháu. Trong đêm trừ tịch cũng như ngày mồng một Tết người dân còn treo bánh pháo tại cây nêu đốt đón mừng năm mới, mừng tổ tiên về với con cháu, xua đuổi ma quỷ hoặc những điều bất hạnh của năm cũ, cầu mong một năm mới tốt lành.

## Quan niệm truyền thống

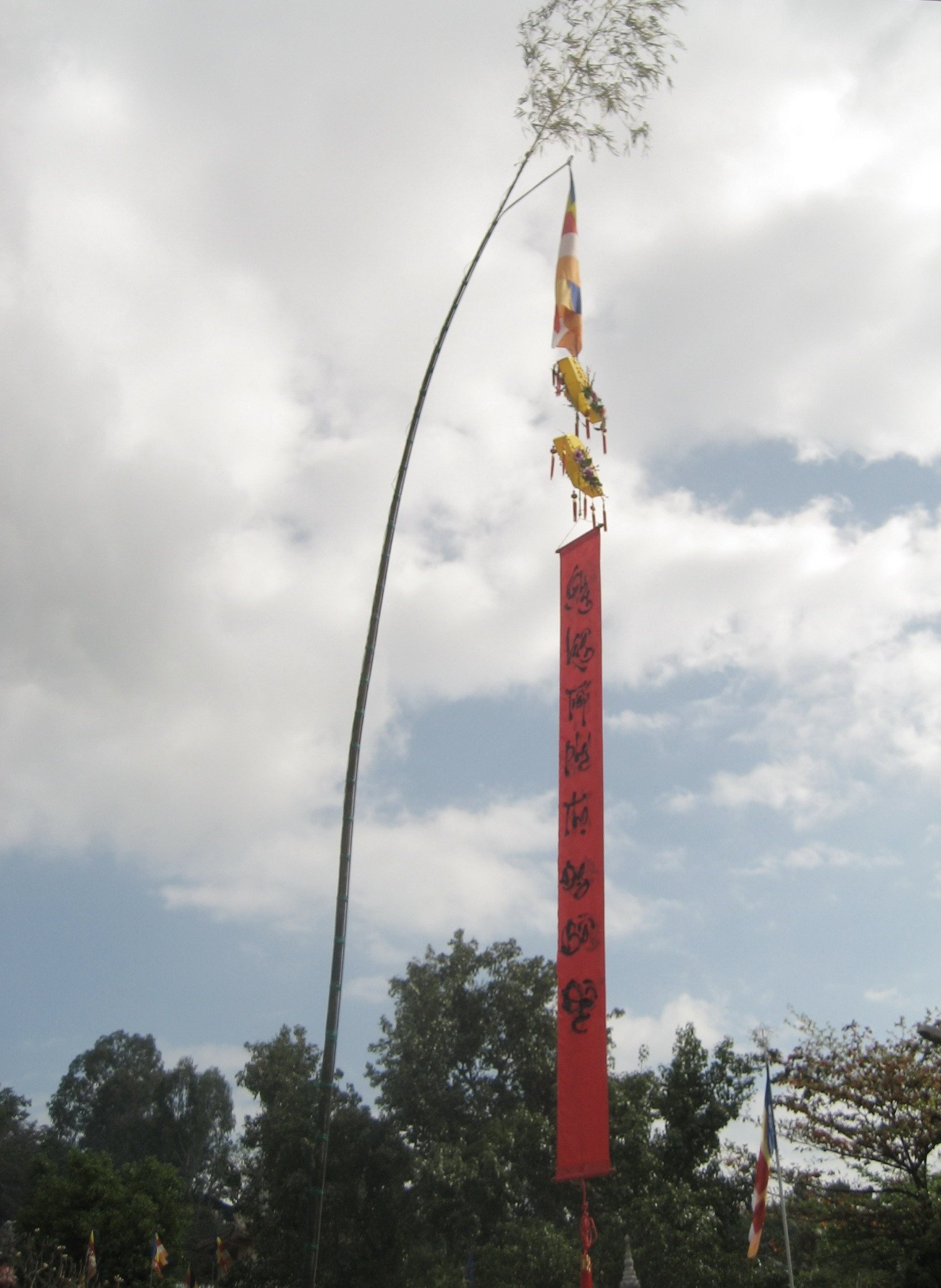
Cây nêu dựng tại chùa Long Sơn, Nha Trang

Tại miền Bắc Việt Nam cây nêu thường được người Kinh dựng vào ngày 23 tháng Chạp âm lịch, là ngày Táo quân về trời, với quan niệm rằng chính từ chính vì từ ngày này cho tới đêm giao thừa, vắng mặt Táo công, ma quỷ thường nhân cơ hội này lẻn về quấy nhiễu. Ngày dựng cây nêu gọi là lên nêu, và ngày 7 tháng giêng âm lịch, ngày làm lễ dỡ cây nêu xuống, gọi là ngày hạ nêu. Người Mường trồng cây nêu vào ngày 28 tháng Chạp âm lịch, trong khi đó cây nêu của người Hmông vùng Tây Bắc Việt Nam được dựng trong lễ hội Gầu tào (cầu phúc hoặc cầu mệnh) tổ chức từ ngày 3 đến ngày 5 tháng giêng âm lịch.
Cây nêu được cộng đồng người dân tộc Sán Dìu dựng trong lễ cầu mùa. Mùa thu, khi đã thu hoạch mùa màng xong, đồng bào Sán Dìu tổ chức lễ Đàn phàn (đại lễ cầu mùa màng) để tạ ơn trời đất và cầu mong sự bình yên cho người và gia súc, ngày đầu làm lễ dâng thóc giống mời các thần về, cầu hồn lúa đồng thời cúng trị các loại ma ác gây bệnh tật cho con người, phá hoại mùa màng. Sang ngày thứ hai dựng cây nêu.
Nguyên khởi cây nêu được dựng với ý nghĩa trừ ma quỷ, nhưng ý nghĩa thực của cây nêu trong cộng đồng các dân tộc Việt nam dần trải rộng hơn thế. Theo thời gian, cùng với sự phong phú của các đồ lễ treo trên ngọn cây, cây nêu được coi là cây vũ trụ nối liền đất với trời, do tín ngưỡng thờ thần mặt trời của các dân tộc cổ sơ, hàm chứa ý thức về lãnh thổ của người Việt. Dựng nêu ngày tết bao gồm trong nó cả các dụng ý để trừ ma, quỷ, thờ phụng thần linh và vong hồn tổ tiên, tảo trừ những điều xấu xa của năm cũ.
Trong xã hội thị tộc, chiếm hữu nô lệ thì cây nêu biểu trưng cho một cộng đồng tộc người, khẳng định địa vực cư trú của cộng đồng đó. Trong các lễ hội, cây nêu là tiêu điểm tập trung, cố kết của tâm thức cộng đồng. Đối với cư dân nông nghiệp, nông lịch luôn gắn bó với cuộc sống, định hình thời vụ sản xuất và sinh hoạt, lễ hội. Thời điểm cuối năm là thời điểm nông nhàn, chuẩn bị bước vào các hoạt động vui chơi. Khi cây nêu được dựng lên, tất cả mọi hoạt động khác đều dừng lại. Nó tạo nên thế cân bình tuyệt đối trong sự vận hành thay đổi giữa năm cũ và năm mới. Con người yên tâm vui chơi, cả cộng đồng sinh hoạt vui vẻ, quên đi những ưu phiền của năm cũ. Cây nêu của người dân tộc thiểu số được dựng lên để cáo tế thần linh dự lễ hội đâm trâu, cầu mong mùa màng tươi tốt. Với con trâu cột chặt buộc phải chạy vòng quanh cây nêu và mọi thành viên trong cộng đồng hòa nhập vào lễ tế linh thiêng khi nhảy múa xung quanh, phản ánh một triết lý về sự vận hành âm dương. Cây nêu của người Kinh cũng mang triết lý âm dương thông qua những con số Lạc thư và các quẻ Kinh dịch được thể hiện qua các biểu tượng treo trên ngọn cây.
Ngày xưa, cây nêu là biểu tượng cho sự uy quyền, nhà nào có quyền thế nhất là nhà đó có cây nêu cao nhất. Hiện nay do đô thị hóa, sân bãi không đủ to và rộng, phong tục trồng cây nêu ngày tết với người Việt vùng đô thị được thay thế với tục chơi cành hoa đào, hoa mai ngày tết, bày trong nhà. Cây nêu thường bắt gặp tại một số vùng có sân bãi rộng, trong cộng đồng các dân tộc thiểu số vùng thượng du Bắc Bộ hay Tây Nguyên.